# Wołownia
Wołownia – wieś w Polsce położona w województwie podlaskim, w powiecie suwalskim, w gminie Jeleniewo.
Wieś królewska ekonomii grodzieńskiej położona była w końcu XVIII wieku  w powiecie grodzieńskim województwa trockiego. W latach 1975–1998 miejscowość administracyjnie należała do województwa suwalskiego.